# 江津市生活バス

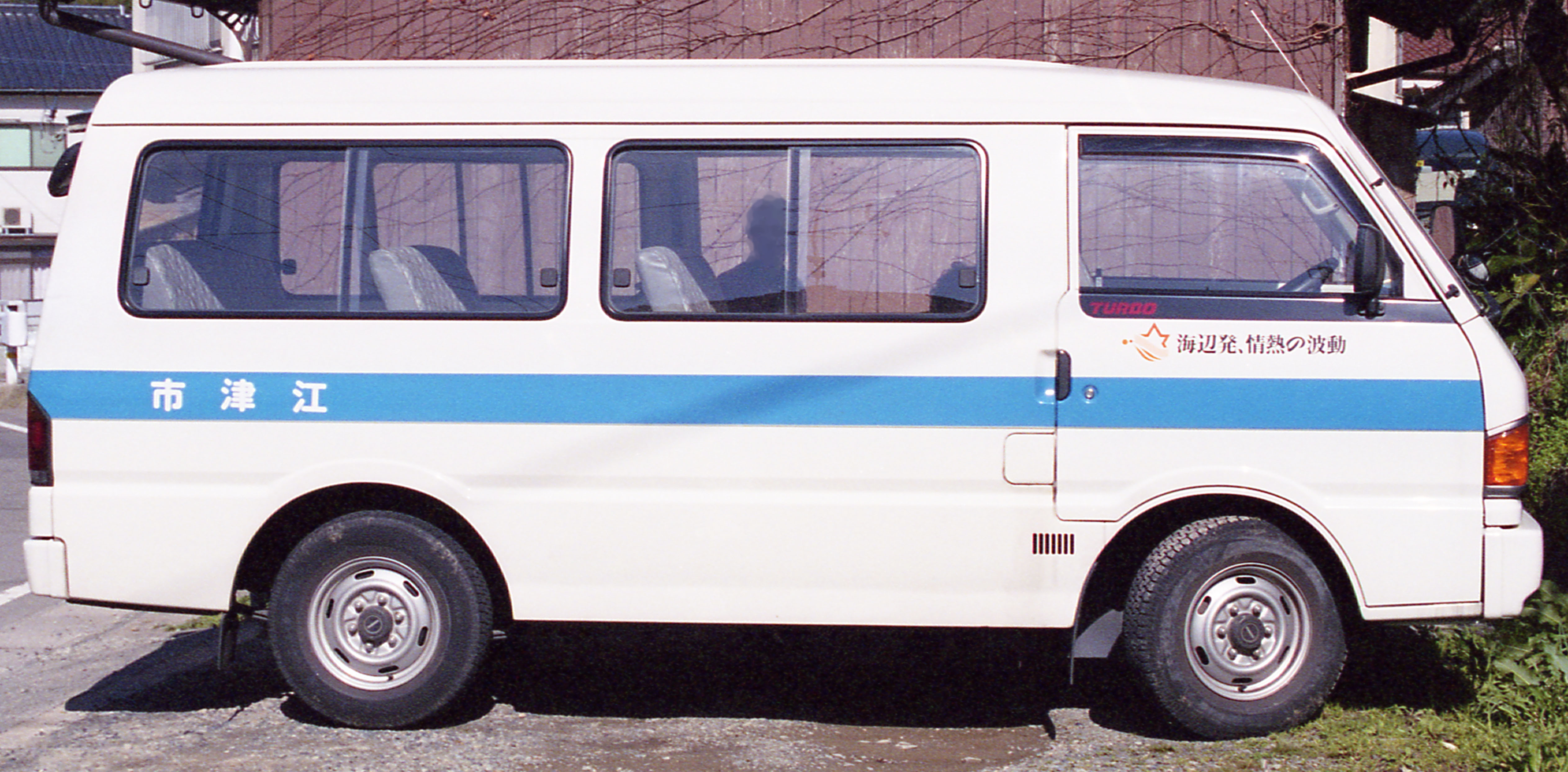
江津市生活路線代替バスの車両（2000年当時）

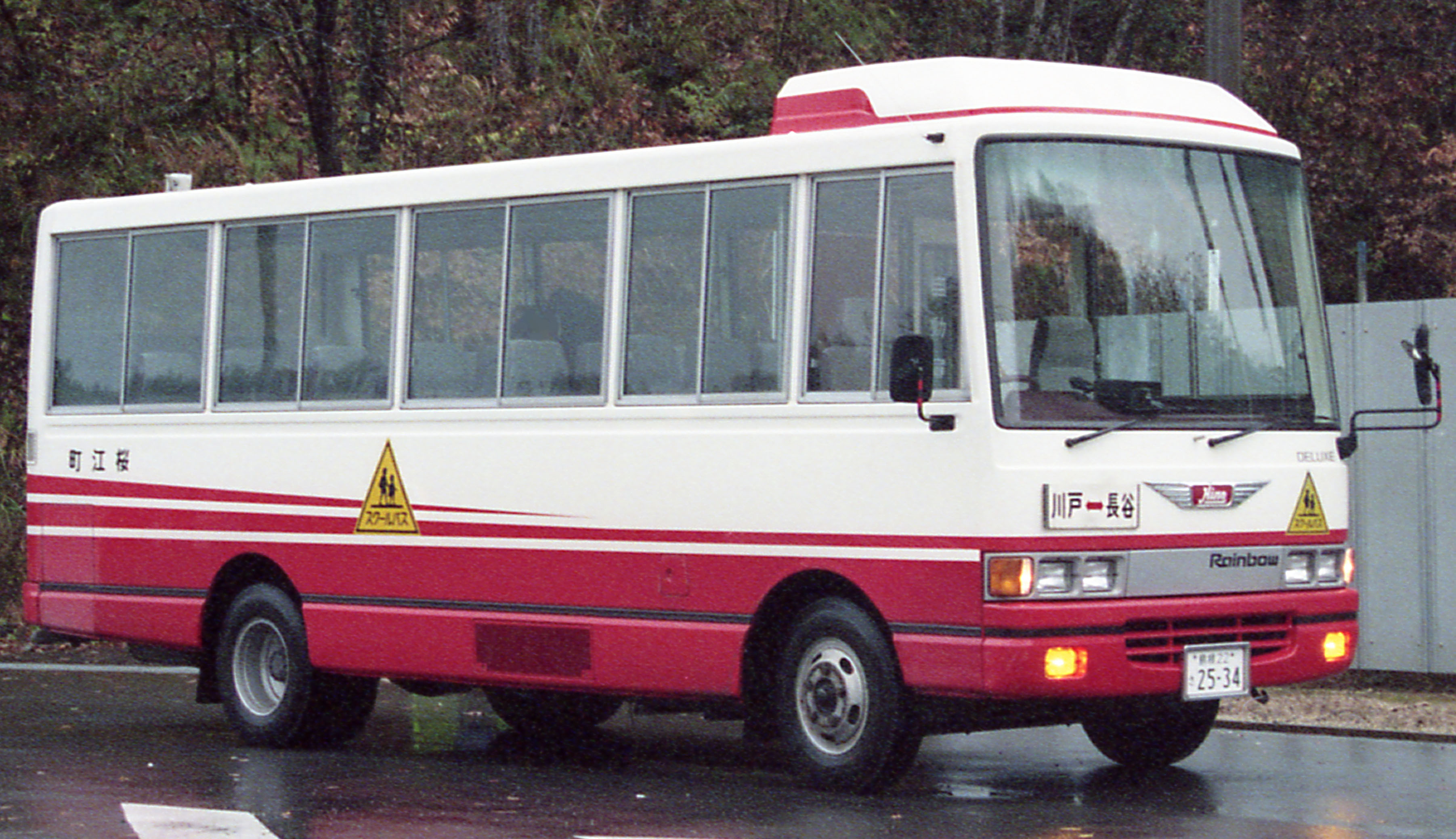
桜江町スクールバス時代の車両（1997年当時）

江津市生活バス（ごうつしせいかつバス）は、島根県江津市が運行する自治体バス（廃止代替バス）である。運行形態は、道路運送法の規定に基づく自家用自動車（白ナンバー車）による自家用有償旅客運送（旧80条バス）である。

## 概要
江津市では、「江津市生活路線代替バス」（ごうつしせいかつろせんだいたいバス）1路線を含め、「江津市生活バス」として定時定路線のバスとデマンドバスを14路線運行している。
また江津市桜江地域では、混乗型スクールバス（廃止代替バス）として「江津市立桜江中学校スクールバス」（ごうつしりつさくらえちゅうがっこうスクールバス）も運行してきたが、この路線も「江津市生活バス長谷線」として「江津市生活バス」へ統合された。
市内を運行していたJR三江線が2018年4月1日付で全線廃止となったことから、沿線自治体やバス・タクシー事業者が三江線廃止代替バスを運行開始することとなり、江津市生活バスでも3路線を新設したが、翌2019年10月には早くもうち1路線が「利用が極端に少ない」として廃止されている。これは他の沿線自治体も含めた三江線廃止代替バスで初となる廃止路線となった（#廃止路線も参照）。
「江津市生活路線代替バス」は祝日・年始（1月1日 - 1月3日）は運休、それ以外の路線は祝日・年末年始（12月29日 - 1月4日）は運休となる。

## 沿革
- 1983年1月24日 - 国鉄バスの路線廃止代替として、江津市が「江津市生活路線代替バス」を運行開始[4]。
- 1985年6月1日 - 邑智郡桜江町が、国鉄バス長谷線の廃止代替として「桜江町スクールバス」（さくらえちょうスクールバス）を運行開始[5]。当時からスクールバスに一般利用者も有償で同乗するスクールバス混乗方式であった。
- 2004年10月1日 - 平成の大合併により、江津市が桜江町を編入合併。これに伴い「桜江町スクールバス」を引き継ぎ、「江津市立桜江中学校スクールバス」として運行継続。
- 2018年（平成30年）4月1日 - JR三江線が同日付で全線廃止。これを受け、廃止代替バスとして3路線（江津川平線、鹿賀線、田津線）を新設[2]
- 2019年（令和元年）10月 - 利用者が極端に少ないことから、三江線廃止代替バスとして新設した田津線の廃止を決定[2][3]。
- 2024年（令和6年）4月1日 - 石見交通有福線の廃止代替として、江津有福線を運行開始[6]。

## 運賃・乗車券類
- 運賃は、生活路線代替バス、長谷線（桜江中学校スクールバス混乗）、鹿賀線、江津川平線、江津有福線では対キロ多区間運賃、それ以外の路線は200円均一[1]。
- 各種障害者手帳や運転経歴証明書などの提示による運賃割引制度もある[7]。
- 生活バス長谷線（桜江中学校スクールバス混乗）については、桜江中学校の長谷地区生徒のは運賃無料となる（利用時に通学証明書が必要）。[要出典]
- 回数券（11枚綴りで10回分の料金）、定期券（通勤・通学、1か月・3か月）が販売されている。[要出典]

## 路線

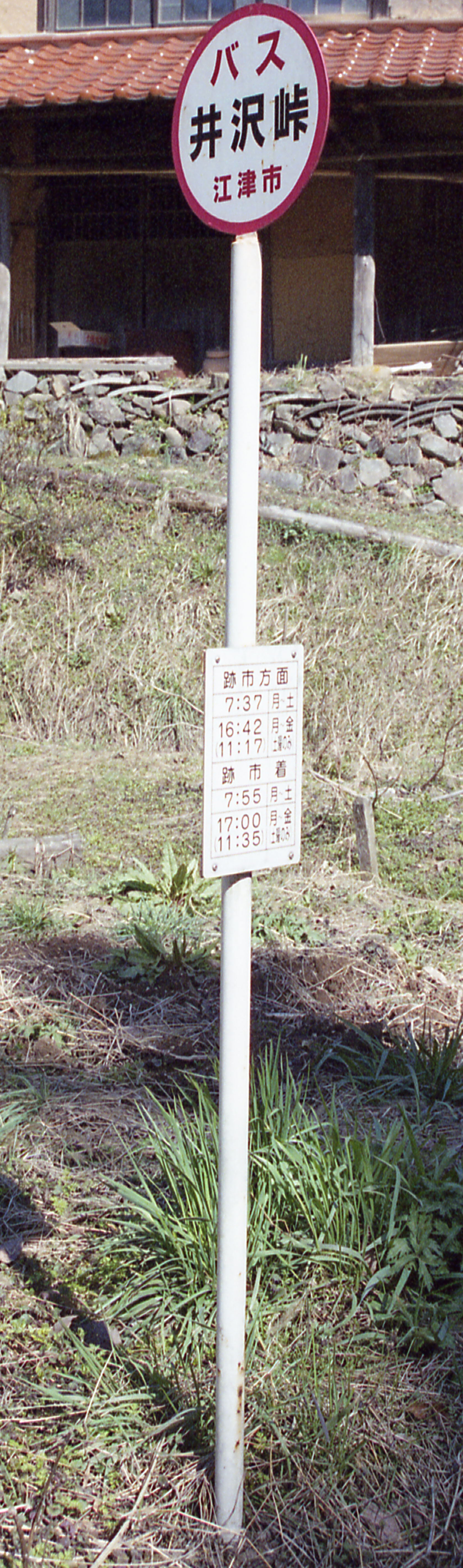
江津市生活路線代替バスの停留所

2024年4月1日時点で、以下の15路線を運行している。
1. 生活路線代替バス
  - 井沢峠 - 跡市（交差点北側）
  - 月曜日 - 土曜日運行
    - 「跡市」で江津有福線と接続。
2. 長谷線（桜江中学校スクールバス混乗）
  - 風の館前 - 川戸
  - 月曜日 - 土曜日運行
3. 市山線
  - 川戸 - 応儀医院前
  - 月曜日・火曜日・木曜日・金曜日運行
4. 鹿賀線（三江線廃止代替バス[2]）
  - 桜江総合センター - 鹿賀団地
  - 月曜日・木曜日運行
5. 三田地線
  - 川戸 - 三田地上
  - 月曜日・木曜日運行
6. 今田線
  - 川戸 - 今田集会所前 - 応儀医院前
  - 月曜日・木曜日運行
7. 長戸路線
  - 桜江総合センター - 長戸路集会所前
  - 火曜日・金曜日運行
8. 谷線
  - 桜江総合センター - 上谷
  - 火曜日・金曜日運行
9. 下の原線
  - 下の原 - 日浦
  - 火曜日・金曜日運行
10. 江津川平線（三江線廃止代替バス、県道112号経由[2]）
  - 川平 - ゆめタウン江津前
  - 火曜日・水曜日・金曜日運行
11. 江尾線
  - 日和川橋 - 川戸
  - 月曜日・火曜日・木曜日・金曜日運行
12. 川平線（デマンド型）
  - 川平口バス停 - 後谷
  - 火曜日・金曜日運行
13. 松川・波積線（デマンド型）
  - 川平 - 波積診療所前
  - 月曜日・木曜日運行
14. 有福・千田線（デマンド型）
  - 跡市バス停留所 - 福田
  - 火曜日・木曜日運行
15. 江津有福線
  - 江津駅前 - 済生会病院 - 和木 - 都野津一町内 - 都野津駅前 - 羽代口 - 跡市（交差点西側） - 有福温泉
    - 江津駅前 - 都野津一町内間は、有福温泉行きは乗車のみ、江津駅前行きは降車のみの利用となる。
    - 「都野津駅前」で石見交通の周布江津線と接続。
    - 「跡市」で生活路線代替バスと接続。
    - 「有福温泉」で浜田市営バスの有福線と接続。

### 廃止路線
- 田津線
  - 川戸 - 田津
  - 2018年4月1日の三江線廃止に伴い、廃止代替バスとして江津川平線、鹿賀線とともに新設されたものの、翌201年10月に「利用実績が極端に少ない」として廃止が決定[2][3]。

## 車両
- 車両は、市が保有するワンボックスカーを使用する。[要出典]